# Suppasit Jongcheveevat
Suppasit Jongcheveevat (tailandês: ศุภ ศิษฏ์ จง ชีวี วั ฒ น์), apelidado de Mew (tailandês: มิ ว), é um ator, cantor, modelo tailandês, apresentador de televisão, mestre em engenharia industrial e CEO do estúdio Mew Suppasit. Ele é conhecido por seu papel como Tharn em TharnType: The Series. 

## Biografia
Mew Suppasit Jongcheveevat nasceu em 21 de fevereiro de 1991, Nonthaburi, província da Tailândia. Ele se formou no ensino médio na Kasetsart University Laboratory School (Satit Kaset) com especialização em ciências e matemática. Graduou-se em bacharel, com honras de primeira classe, medalha de ouro no curso de engenharia Industrial na Kasetsart University. Concluiu seu Mestrado em 2019, em Engenharia Industria na Chulalongkorn University e atualmente estudando para o Programa de Doutorado em Filosofia em Engenharia Industrial - Chulalongkorn University.

### Carreira
Mew Suppasit iniciou sua carreira na TV participando de diversos reality shows, como o programa "Take Me out Reality Thailand". 
Iniciou sua carreira de ator em serie tailandesa denominadas "Boys Lovers" em 2017 na série "I Am Your King". Em 2018 atuou na série BL "What The Duck: The Series". 
E em 15 de março de 2018, Mew Suppasit criou o nome de seu fandom (fã clube): "Mewlions" — Uma referência a milhões de fãs. 
E no começo de 2019 participou da série "BL", TharnType: The Seriesjuntamente com seu par romântico na série, também ator e modelo Gulf Kanawut. Com o grande sucesso da série, e do elenco principal, os fãs formaram o fandom (fã clube) do 'couple' para os atores Mew e Gulf, sendo denominado de "Wanjaais MEWGULF".
Em 5 de maio de 2020, Mew inaugurou a sua empresa "Mew Suppasit Studio" (MSS) para gerenciar sua carreira e, posteriormente, trabalhos na indústria do entretenimento.
E em 1 de agosto de 2020, iniciou sua carreira musical lançando seu primeiro single "Season Of You".
Em fevereiro de 2021, aceitou o convite do programa musical TPOP Stage como apresentador.
Em abril de 2024, ele estreiou em seu primeiro drama coreano "Love is like a cat" que foi uma colaboração entre a Coreia e a Tailândia.

## Vida pessoal
Em julho de 2024, ele confirmou estar em um relacionamento com o ator Tul Pakorn Thanasrivanitchai. Em outubro de 2024, o casal confirmou o noivado.
Em 28 de outubro de 2024, Suppasit foi ordenado monge budista em Wat Buranasiri Mattayaram, em Banguecoque. Durante os 17 dias de sua jornada como monge, ele estudou budismo em vários templos, incluindo um templo na floresta em Chiang Mai. Despiu-se e voltou à vida secular em 14 de novembro do mesmo ano.

## Filmografia
| Título                                  | Gênero                            | Personagem            | Ano  |
| --------------------------------------- | --------------------------------- | --------------------- | ---- |
| Retrospect                              | Short Filme                       | -                     | 2017 |
| I Am Your King                          | Série T1                          | Peem                  | 2017 |
| What The Duck: The Series               | Série T1                          | Preem                 | 2018 |
| Nice to meet You UFO                    | Série - EP2                       | Guarda Costa          | 2019 |
| What The Duck 2: The Final Call         | Série T2                          | Preem                 | 2019 |
| TharnType: The Series                   | Série T1                          | Tharn                 | 2019 |
| Why RU?                                 | Série - Ep1                       | Tharn (part especial) | 2020 |
| Tharntype The Series 2: 7 Years of Love | Série T2                          | Tharn                 | 2020 |
| Undefeated                              | Short Filme - Free Fire Garena TH | Sho                   | 2021 |
| Factory of Love                         | Série                             | Nont                  | 2022 |
| Love Hurts                              | Drama                             | Pop                   | 2023 |
| Love Me Again                           | Série                             | Bhuntao               | 2023 |
| Falling In Love                         | Drama                             | Khlao                 | 2024 |
| Love is like a cat                      | Série                             | Uno                   | 2024 |
| The Twin Gambit                         | Drama                             | Tul                   | 2025 |
| Homeroom 29 hostages                    | Série                             | Wynn                  | 2025 |

## Premiações
| ANO  | PREMIAÇÃO                        | CATEGORIA                                                       | RESULTADO |
| ---- | -------------------------------- | --------------------------------------------------------------- | --------- |
| 2020 | Line TV Awards 2020              | Melhor Cena de Beijo (TharnType) (com Gulf Kanawut)             | 1ºLugar   |
| 2020 | Kazz Awards 2020                 | Adolescente Masculino do Ano                                    | 1ºLugar   |
| 2020 | Kazz Awards 2020                 | Melhor Casal do Ano (com Gulf Kanawut)                          | 1ºLugar   |
| 2020 | Thai Crazy Awards 2020           | Casal do Ano (com Gulf Kanawut)                                 | 1ºLugar   |
| 2020 | Maya Awards 2020                 | Estrela Masculina                                               | 1ºLugar   |
| 2020 | Maya Awards 2020                 | Melhor Casal do Ano (com Gulf Kanawut)                          | 1ºLugar   |
| 2020 | Shopee Live Mega Festival 2020   | Melhor Casal do Ano (com Gulf Kanawut)                          | 1ºLugar   |
| 2020 | Zoomdara Awards & Showcase 2020  | Prêmio Zoomdara do Ano                                          | 1ºLugar   |
| 2020 | True Insider                     | Melhores do Ano 2020                                            | 1ºLugar   |
| 2021 | Thairath_Ent                     | Melhor Casal do Ano (com Gulf Kanawut)                          | 1ºLugar   |
| 2022 | Zoomdara Awards 2021             | Melhor Artista Solo do Ano                                      | 1ºLugar   |
| 2022 | The Wall Song Thailand           | Dueto do Ano                                                    | 1ºLugar   |
| 2022 | Maya Entertain Awards 2022       | Estrela Quente do Ano                                           | 1ºLugar   |
| 2022 | Kazz Awards 2022                 | Artista Popular Masculino                                       | 1ºLugar   |
| 2022 | GQ Men of the Year Awards 2022   | Maior Trender                                                   | 1ºLugar   |
| 2023 | Asia Top Awards 2023             | Melhor Ator (Série)                                             | 1ºLugar   |
| 2024 | Japan Expo Thailand 2024         | Prêmio de Atores da Japan Expo                                  | 1ºLugar   |
| 2024 | Thairath Talk Awards 2023        | Prêmio Convidado Inspirador                                     | 1ºLugar   |
| 2024 | Line Today Poll of the Year 2024 | Notícias de entretenimento de 2024                              | 1ºLugar   |
| 2025 | Zoomdara Awards 2025             | Casais da indústria do entretenimento Zoomdara (com Tul Pakorn) | 1ºLugar   |
| 2025 | Zoomdara Awards 2025             | Música de maior sucesso do ano                                  | 1ºLugar   |